# アンダーカヴァー (ダンス・グループ)
アンダーカヴァー（Undercover）は、1991年に結成されたイギリスのダンス・ミュージック・グループで、1992年にはイギリスのトップ30ヒット曲3曲を生み出し、そのうち2曲はトップ5入りを果たした。グループのボーカリスト、ジョン・マシューズは、アンダーカヴァーとしてイギリス、ヨーロッパ、南米でソロ活動を続けている。キーボード奏者のスティーヴ・マックは、他のアーティストたちの作詞家や音楽プロデューサーとなった。ベース奏者のジョン・ジュールズは、イギリスのソウルミュージック界でDJ、ラジオ司会者、イベント・オーガナイザーとして活躍した。

## 概要
グループの最初のシングルは、ジェリー・ラファティの1978年のイギリス/アメリカでのヒット曲「霧のベイカー・ストリート」のカバー・バージョンで、1992年9月に全英シングルチャートで2位に達し、最大のヒットとなった。トップの座を譲ることになったのはスナップ!のダンス・トラック「Rhythm Is a Dancer」だった。この曲は、1992年のイギリスで11番目に売れたシングルとなり、ヨーロッパ全土でチャートにランクインし、ドイツだけで25万枚以上を売り上げた。
アンダーカヴァーは、さらに5枚のチャート・シングルをリリースした。グループ2枚目のシングルは、アンドリュー・ゴールドの「彼女に首ったけ」のカバーで、これも1978年の曲だったが、イギリスで5位に達し、11週間チャートに留まった。この2つのシングルの成功の後、アルバム『霧のベイカー街 (ストリート)』がリリースされ、全英アルバムチャートで26位に達した。1993年の「I Wanna Stay with You」（ギャラガー・アンド・ライルの曲のカバー）と「Lovesick」は、それぞれ28位と62位を獲得した。
1994年、アンダーカヴァーは新しいシングル「Best Friend」とセカンド・アルバム『アイム・ノット・イン・ラヴ』をリリースした。

## メンバー
- ジョン・マシューズ (John Matthews) – ボーカル
- ジョン・ジュールズ (Jon Jules) – ベース
- スティーヴ・マック (Steve Mac) – キーボード

## ディスコグラフィ

### スタジオ・アルバム
- 『霧のベイカー街 (ストリート)』 - Check Out the Groove (1992年、PWL International)
- 『アイム・ノット・イン・ラヴ』 - Ain't No Stopping Us (1994年、PWL International)
- Past, Present & Future (2009年)

### シングル
- 「霧のベイカー・ストリート」 - "Baker Street" (1992年)
- 「彼女に首ったけ」 - "Never Let Her Slip Away" (1992年)
- "I Wanna Stay with You" (1993年)
- "The Way It Is" (1993年)
- "Lovesick" (1993年) (featuring John Matthews)
- "Best Friend" (1994年)
- "Every Breath You Take" (1995年)
- "Bring Back Your Love" (1996年)
- "If You Leave Me Now" (2000年)
- "Viva England!" (2004年)